# جاك ويلسون (لاعب كرة قدم)
جاك ويلسون (بالإنجليزية: Jack Wilson)‏ (8 مارس 1897 بدرم في المملكة المتحدة - ) هو لاعب كرة قدم بريطاني (وحمل سابقاً جنسية المملكة المتحدة لبريطانيا العظمى وأيرلندا) في مركز الوسط. لعب مع ستوكبورت كونتي ومانشستر يونايتد ونادي بريستول سيتي ونيوكاسل يونايتد ودورهام سيتي ‏ وLeadgate Park F.C. ‏.

## وصلات خارجية
- جاك ويلسون على موقع قاعدة بيانات كرة القدم.إي يو (الإنجليزية)
- جاك ويلسون على موقع قاعدة بيانات كرة القدم.إي يو (الإنجليزية)
- جاك ويلسون على موقع قاعدة بيانات كرة القدم.إي يو (الإنجليزية)